# Сила (Зоряні війни)
Сила (англ. The Force) — найважливіше поняття в фантастичному всесвіті «Зоряних воєн». Це метафізична енергія, яка пронизує все в Галактиці, зумовлюючи єдність і гармонію між різними формами життя. Сила може використовуватися як для конструктивних, так і деструктивних дій. Традиційно в ній виділяється Світлий і Темний боки, збереження балансу котрих є центральною проблемою для творів за «Зоряними війнами». Вважається, що здатність взаємодіяти з Силою обумовлена наявністю в клітинах організму мікроскопічних організмів — мідіхлоріанів. Разом з тим свідоме використання Сили вимагає, окрім наявності мідіхлоріанів, ще й тривалого навчання.
Поняття введене в фільмі «Зоряні війни. Епізод IV. Нова надія» (1977), і відтоді є невіддільною частиною всіх наступних втілень «Зоряних воєн». Фраза «Нехай буде з тобою Сила», що є одним з символів франшизи, стала частиною поп-культури і досягла культового статусу серед фанатів.

## Концепція Сили
Сила пов'язує все органічне життя в Галактиці, підтримуючи гармонійне співіснування його незліченних форм. Два головних аспекти Сили — це Жива Сила, котра циркулює в організмах, і Космічна сила, котра включає як Живу Силу, так і Силу, наявну в неживій матерії. Мікроорганізми мідіхлоріани, що містяться в крові, підтримують зв'язок Живої Сили з Космічною Силою. Коли істота з'являється на світ, мідіхлоріани містичним чином входять у неї; коли помирає — мідіхлоріани переносяться до планети Джерело Життя в центрі Галактики, щоб потім вселитися в іншу істоту. Таким чином жодне життя не зникає після смерті, а переходить з однієї форми в іншу.
Існує два основних аспекти використання Сили для впливу на навколишній світ: Світлий бік (Ашла) і Темний бік (Боґан). Світлий бік — це збереження спокою, здобуття знань і захист. Темний бік — емоції, руйнування, напад. Як Темний, так і Світлий боки необхідні для гармонійного життя в Галактиці. Світлий бік не є добром, як і Темний бік не є злом, доповнюючи один одного. Злом натомість є порушення балансу, коли той чи інший бік переважає і кругообіг життя порушується. Хоча типовими представниками Світлого боку є умовно добрі джедаї, а Темного — їхні противники ситхи, і одні й інші вдаються у своєму світогляді до крайнощів.
Розумні істоти, чутливі до Сили, можуть здобути безсмертя, ставши після смерті Духами Сили. Вони зберігають свідомість і знання, розчинені в Силі, не потребуючи для їх підтримання тіл. Усього лише кілька персонажів «Зоряних воєн» стали Духами Сили, щоб передати свої знання наступним поколінням, коли Орден джедаїв було знищено.

## Використання Сили
Сила може підвищити фізичні й розумові здібності, наприклад, наділити надзвичайною могутністю, швидкістю реакції чи здатністю до зцілення. Ряд інших здатностей Сили включає в себе телекінез, телепатію, левітацію, передбачення, створення силових щитів, керування природними явищами. Джедаї користувалися навіюванням аби схиляти істот до вигідної їм поведінки.
Ситхи використовують здатність під назвою «Силові блискавки», які можуть бути використані або в бою, або як інструмент тортур. Крім того, Дарт Вейдер і Кайло Рен могли душити людей, знаючи одне тільки точне місце розташування своїх жертв. Сила також дає розширені навички у бою на світлових мечах завдяки передбаченню рухів противника, притягуванню меча телекінезом, підвищеній спритності.
Навички Сили можуть використовуватися при достатньому тренуванні волі, концентрації, уваги і пильності. Прихильники Темного боку використовують також емоції та почуття, але це виснажує та має велику кількість побічних ефектів. Крім того, відволікання або нехтування почуттями може ще більше послабити або звести нанівець здібності, хоча деякі з адептів можуть подолати це.

## Філософія Сили

### Світлий бік
Філософія Світлого боку сповідується й підтримується передусім джедаями. Ця філософія відображена в Кодексі Джедаїв і, ще більшою мірою, у Символі віри Джедая.
Кодекс Джедаїв складається з п'яти Істин:
| There is no emotion, there is peace. There is no ignorance, there is knowledge. There is no passion, there is serenity. There is no chaos, there is harmony. There is no death, there is the Force. | Немає емоцій — є спокій. Немає невідання — є знання. Немає пристрастей — є незворушність. Немає хаосу — є гармонія. Немає смерті — є Сила. |

Символ віри джедаїв складається з п'яти постанов:
| Jedi are the guardians of peace in the Galaxy. Jedi use their powers to defend and protect, never to attack others. Jedi respect all life, in any form. Jedi serve others rather than rule over them, for the good of the Galaxy. Jedi seek to improve themselves through knowledge and training. | Джедай є хранителем миру в галактиці. Джедай використовує свої знання для захисту. Джедай поважає будь-які форми життя. Джедай служить іншим, а не править ними, галактиці на благо. Джедай прагне до самовдосконалення через знання і тренування. |

Світлий бік, окрім джедаїв, шанує цивілізація ласатів.

### Темний бік
Філософія Темного боку є абсолютною протилежністю Світлій стороні. Темна сторона підживлюється емоціями: гнівом, егоїзмом, люттю, ненавистю, страхом. Найвідоміші послідовники шляху Темного боку — ситхи, що протистоять джедаям. Але крім них Темним боком послуговувались імперська Інквізиція, лицарі Рен, датомірські відьми, секта Франґавл.
Чутливість до Сили дає певні переваги, і ситхи використовують їх, ґрунтуючись на егоїзмі й жадобі влади. За легендою ситхи з'явилися в далекому минулому як група джедаїв-відступників. Як і у джедаїв, у ситхів є свій кодекс. Кодекс Ситхів звучить так:
| Peace is a lie, there is only passion. Through passion, I gain strength. Through strength, I gain power. Through power, I gain victory. Through victory, my chains are broken. The Force shall free me. | Спокій — брехня, є лише пристрасть. Через пристрасть, здобуду я силу. Крізь силу, здобуду я владу. Крізь владу, здобуду я перемогу. Крізь перемогу, мої пута спадуть. Сила звільнить мене. |

### Баланс
Так звані сірі джедаї сповідували дотримання балансу між Світлим і Темним боком, використовуючи можливості обох. Баланс також був філософією Дагоянського ордена.

## Походження концепції
Уперше Сила згадана в чорновиках до фільму «Зоряні війни: Нова надія» Джорджа Лукаса. Там же наведено й назви боків Сили: Ашла та Боґан. Ці власні назви, втім, не фігурували в творах аж до серіалу «Зоряні війни: Повстанці».
Припускається, що на ідею Сили Лукаса надихнула «Сила Шамбали» з творів Аліси Бейлі, прихильниці містики та послідовниці Олени Блаватської. Ця містична Сила описана в Бейлі як така, що може використовуватись як конструктивно, так і деструктивно, не будучи ні доброю, ні злою сама по собі. Також Сила «Зоряних воєн» подібна на енергію ці в традиційній китайській медицині та бойових мистецтвах. Ці пронизує всі речі в світі та зумовлює їхню природу, її правильна циркуляція сприяє гармонії, а неправильна спричиняє застій та смерть.